# Airbus Defence and Space Netherlands
Airbus Defence and Space Netherlands (voorheen Dutch Space) is een Nederlands ruimtevaartbedrijf dat zich richt op de productie van zonnepanelen en apparatuur voor de ruimtevaart. Het is in 1995 voortgekomen uit een verzelfstandigde afdeling van de Nederlandse vliegtuigfabriek Fokker. Bij het bedrijf werken ruim 200 mensen.

## Geschiedenis

### Onderdeel van Fokker
Halverwege de jaren zestig ging de in 1912 opgerichte N.V. Fokker, een Nederlandse vliegtuigfabrikant, zich naast de traditionele bezigheden ook richten op de ruimtevaart. Hiervoor werd de afdeling Fokker Ruimtevaart opgezet, die enkele grotere projecten uitvoerde (ANS en IRAS) waarbij Fokker kennis opdeed van systemen die noodzakelijk zijn in de ruimtevaart, zoals warmtehuishouding voor de elektronische apparatuur in satellieten (deze zijn immers precies afgesteld, en warmteverschillen kunnen voor verkeerde resultaten zorgen). Fokker raakte zo ook betrokken bij projecten waarbij met zonnepanelen werd gewerkt. Fokker mocht de zonnepanelen voor de MARECS- en ECS satellieten leveren, en deed hierbij veel ervaring op. Vanaf 1982 richtte Fokker Ruimtevaart (inmiddels omgedoopt in Fokker Space Division) zich op de ontwikkeling van deze specialistische zonnepanelen, waaraan het bedrijf later een groot deel van de activiteiten te danken zou hebben.
Sindsdien was Fokker Space betrokken geweest bij diverse Europese ruimtevaartprogramma's, waaronder het Europese Ariane programma en het ontwikkelen van satellietinstrumenten zoals Sciamachy. Hierbij bracht Fokker Space niet alleen technologische kennis in, maar profiteerde het ook van het feit dat het goed kan functioneren als een medium tussen diverse organisaties.
In 1987 werd Fokker Space een besloten vennootschap, en in 1995 werd het bedrijf als Fokker Space & Systems geheel verzelfstandigd van het moederbedrijf Fokker. Hierdoor bleef het bedrijf overeind na het faillissement van Fokker in 1996. Als zelfstandig bedrijf wist Fokker Space & Systems enkele grote projecten binnen te slepen als eindverantwoordelijke partij, zoals bijvoorbeeld European Robotic Arm en Sciamachy. In 2002 werd de bedrijfsnaam gewijzigd in Dutch Space.
In 2006 werd het bedrijf overgenomen door EADS Astrium. Begin 2014 werd de naam van het moederconcern EADS gewijzigd in Airbus Group. De naam Dutch Space werd daarom per 1 november 2014 aangepast in Airbus Defence and Space Netherlands. Het is nog altijd betrokken bij de ontwikkeling van de Ariane 5 raket en bij de Vega-raket.